# Liste der deutschen Botschafter in Uganda
Die Liste der deutschen Botschafter in Uganda enthält die Botschafter der Bundesrepublik Deutschland in Uganda. Sitz der Botschaft ist in Kampala.
| Name                    | Amtszeit  |
| ----------------------- | --------- |
| Heinz Wersdörfer        | 1962–1963 |
| Wilfried Sarrazin       | 1963–1969 |
| Hans-Joachim Eick       | 1969–1970 |
| Wilhelm Kopf            | 1971–1973 |
| Richard Ellerkmann      | 1974–1977 |
| Walter Fröwis           | 1977–1979 |
| Rolf Enders             | 1980–1983 |
| Günter Held             | 1983–1987 |
| Ruprecht Henatsch       | 1987–1991 |
| Hans-Alard von Rohr     | 1991–1994 |
| Christian Nakonz        | 1994–1996 |
| Hans-Joachim Heldt      | 1997–1999 |
| Klaus Holderbaum        | 1999–2003 |
| Alexander Mühlen        | 2003–2007 |
| Reinhard Buchholz       | 2007–2010 |
| Klaus Dieter Düxmann    | 2010–2014 |
| Peter-Christof Blomeyer | 2014–2017 |
| Albrecht Conze          | 2017–2020 |
| Matthias Schauer        | seit 2020 |